# Slinger (versiering)

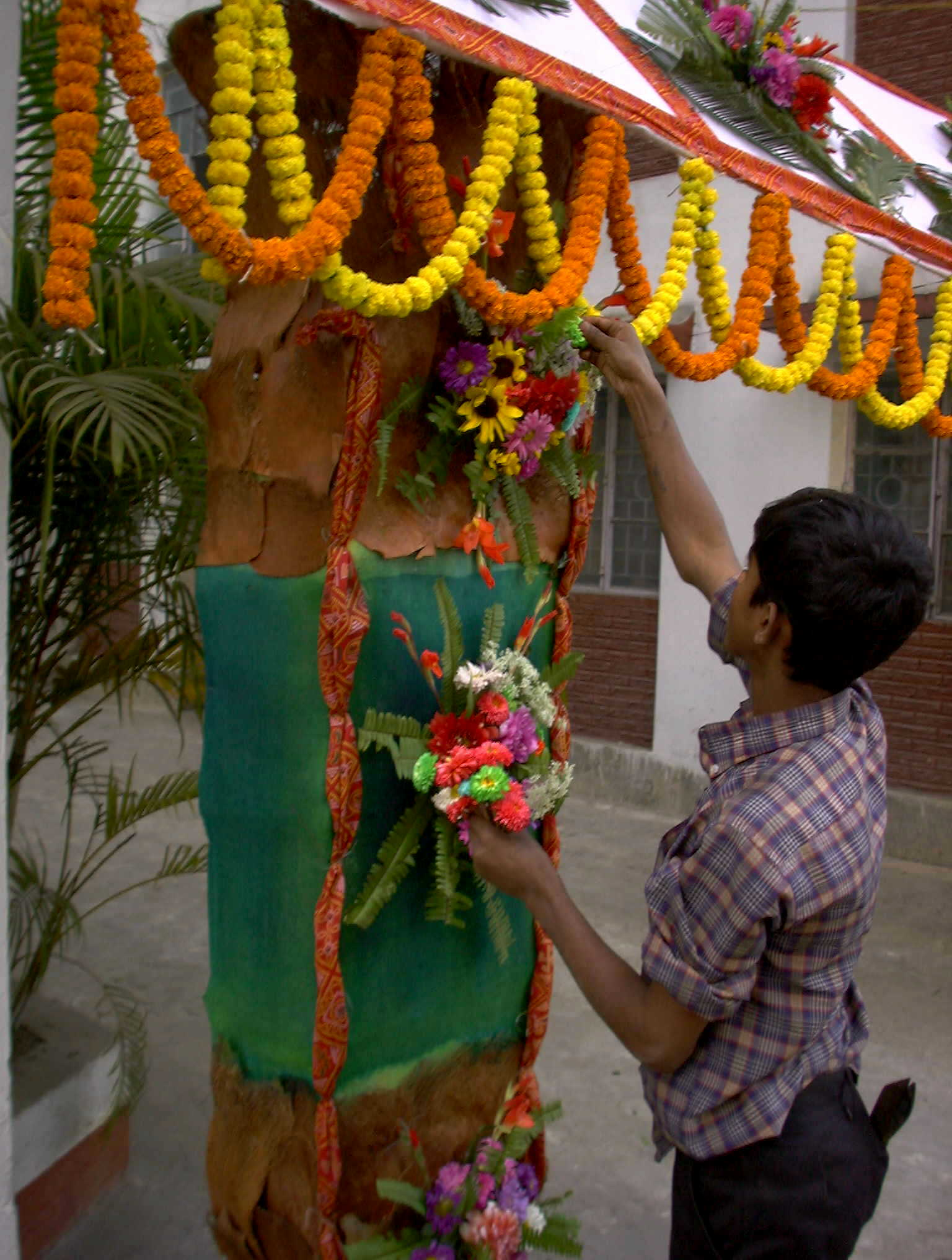
Een slinger gemaakt van bloemen

Een slinger als versiering is een lange papieren strook of aaneenschakeling van geknipte vormen.
Een slinger kan een strook crêpepapier zijn, maar ook een geknipte herhalende papieren vorm, die verstevigd is met een touw. Een slinger van bloemen wordt meestal om de nek gehangen. Er bestaan ook geplastificeerde slingers, met name in vlagjesvorm worden deze vaak buiten gehangen in plaats binnenshuis. Of geplastificeerde tekstslingers waarvan men zelf de tekst kan bepalen, waardoor deze slingers dan voor allerlei feestelijkheden toepasbaar zijn.
Slingers worden als versiering gebruikt bij verjaardagen en andere hoogtepunten. Ook worden er ter versiering in de kerstboom slingers gehangen, die laatste zijn vaak gemaakt van onbrandbaar materiaal en kennen meestal glittering.
Slingers voor evenementen en openbare instellingen worden steeds vaker gecontroleerd door de brandweer.